# ارنو شویموشی
ارنو شویموشی (مجاری: Solymosi Ernő; ۲۱ ژوئن ۱۹۴۰ – ۱۹ فوریهٔ ۲۰۱۱) بازیکن فوتبال اهل مجارستان بود.
از باشگاه‌هایی که در آن بازی کرده‌است می‌توان به باشگاه فوتبال اوی‌پشت اشاره کرد.
وی همچنین در تیم ملی فوتبال مجارستان بازی کرده‌است.